# かまくらと三浦半島の古木・名木50選
かまくらと三浦半島の古木・名木50選とは、神奈川県の鎌倉市と三浦半島の古木と名木から決定された50選。

## 概要
第三セクターが指定する鎌倉市と三浦半島の古木と名木から50選を選出。
かまくらと三浦半島の古木・名木50選に指定されたものの中には、滅失したものもある。

## 一覧
滅失したものも含む。
1. 貞宗寺のキャラボク（鎌倉市植木）
2. 神奈川県立フラワーセンター大船植物園の玉縄桜（鎌倉市岡本）
3. 成福寺のビャクシン（鎌倉市小袋谷）
4. 浄智寺のハクウンボク（鎌倉市山ノ内）
5. 浄光明寺のイヌマキ（鎌倉市扇ガ谷）
6. 甘縄明神宮のタブノキ（鎌倉市長谷）
7. 荏柄天神社のイチョウ（鎌倉市二階堂）
8. 鎌倉宮のオガタマノキ（鎌倉市二階堂）
9. 瑞泉寺のフユサクラ（鎌倉市二階堂）
10. 安養院のラカンマキ（鎌倉市大町）
11. 安国論寺のヤマサクラ（鎌倉市大町）
12. 光明寺のクロガネモチ（鎌倉市材木座）
13. 新宿のタブノキ（逗子市新宿）
14. 六代御前のケヤキ（逗子市桜山）
15. 亀ヶ岡八幡宮のイチョウ（逗子市逗子）
16. 亀ヶ岡八幡宮のケヤキ（逗子市逗子）
17. 逗子熊野神社のタブノキ（逗子市山の根）
18. 福富稲荷社のエノキ （逗子市池子）
19. 沼間のスダジイ（逗子市沼間）
20. 鈴木家・桐ヶ谷家のケヤキ（逗子市沼間）
21. 秋元家のクスノキ（逗子市沼間）
22. 秋元家のタブノキ（逗子市沼間）
23. 玉蔵院のエノキ・イチョウ（三浦郡葉山町一色）
24. 須藤家のウメ（三浦郡葉山町下山口）
25. 大昌寺のモミジ（三浦郡葉山町上山口）
26. 永嶋家のカヤ（三浦郡葉山町木古庭）
27. 石井家のフサアカシア（滅失）
28. 雷神社のイチョウ（横須賀市）
29. 逸見小学校のクスノキ（横須賀市）
30. 大蔵寺のタチバナ（横須賀市）
31. 大津高校のメタセコイア（横須賀市）
32. 金井家のカキノキ（横須賀市）
33. 西徳寺のイヌマキ（横須賀市）
34. 西徳寺のビャクシン（横須賀市）
35. 浄林寺のムクロジ（横須賀市）
36. 愛染稲荷社のクロガネモチ（横須賀市）
37. 信誠寺のイチョウ（横須賀市）
38. JR久里浜駅前のプラタナス（横須賀市）
39. 子安の里のタブノキ（横須賀市）
40. 長徳寺のイチョウ（横須賀市）
41. 延寿寺のナギ（三浦市）
42. 延寿寺のイチョウ（三浦市）
43. 光照寺のスダジイ（三浦市）
44. 長谷川家のサイカチ（滅失）
45. 三浦海岸諏訪神社のホルトノキ（三浦市）
46. 南下浦市民センターのクスノキ（三浦市）[注 1]
47. 走湯神社のイチョウ（三浦市）
48. 海南神社のイチョウー（三浦市）
49. 三崎小学校のクロマツ（三浦市）
50. 城ヶ島のクロマツ（滅失）